# The Call of the Wintermoon
«The Call of the Wintermoon» es una canción de la banda de black metal Immortal de su álbum de debut Diabolical Fullmoon Mysticism. La canción es muy conocida por su videoclip, en el cual los miembros de la banda (Abbath, Demonaz y Kolgrim) corren furiosamente en un bosque y en una antigua ruina, blandiendo varias armas y usando corpse paint, además de otros artículos tales como una capa de vampiro y un sombrero de bruja. Aparecen ejecutando extrañas poses, diversas expresiones y escupiendo fuego.
Sin embargo, poco después la banda lo describe como un gran error; debido a que en una entrevista los etiquetaron como satánicos. También fue en esta entrevista en la que Kolgrim inventó el polémico término Holocaust metal. El título del próximo álbum de la banda Pure Holocaust, hace referencia a esto.
Secciones de este vídeo se han convertido en memes, en la forma de archivos GIF animados que se utilizan ampliamente en diversos círculos de Internet.